# Boss (Fernsehserie)
Boss ist eine US-amerikanische Politik-Dramaserie mit Emmy-Preisträger Kelsey Grammer in der Titelrolle, konzipiert von Farhad Safinia. Sie wurde von 2011 bis 2012 von Lionsgate Television in Zusammenarbeit mit Grammers eigener Produktionsfirma Grammnet Productions für den US-Kabelsender Starz produziert. Sie handelt vom Bürgermeister der Stadt Chicago, bei dem vor kurzem eine degenerative Nervenerkrankung diagnostiziert wurde. Die Erstausstrahlung in den USA erfolgte am 21. Oktober 2011 bei Starz.

## Handlung
Die Serie folgt dem Leben des Chicagoer Bürgermeisters Tom Kane, bei dem Lewy-Körper-Demenz, eine degenerative Nervenerkrankung, diagnostiziert wurde. Da er trotz der Krankheit weiter in seinem Amt bleiben möchte, verschweigt er sie. Nur seine Ärztin, Dr. Ella Harris, weiß davon. Die Täuschung funktioniert auch, weil die Menschen um ihn herum zu sehr mit ihrem eigenen Leben beschäftigt sind. Kanes Ehe mit seiner Frau Meredith ist nichts als Mittel zum Zweck. Seine engsten Berater, Kitty O’Neill und Ezra Stone, beginnen zwar zu ahnen, dass etwas nicht mit dem Bürgermeister stimmt, respektieren ihn aber zu sehr, um Fragen zu stellen. Finanzminister Ben Zajac hingegen beschäftigen vor allem seine eigenen politischen Ambitionen, der nächste Gouverneur von Illinois zu werden.

## Besetzung und Synchronisation
Die deutsche Synchronisation entstand unter der Dialogregie von Ulrich Johannson durch die Synchronfirma Antares Film GmbH in Berlin.
| Rollenname      | Schauspieler/in    | Synchronsprecher/in  |
| --------------- | ------------------ | -------------------- |
| Tom Kane        | Kelsey Grammer     | Klaus-Dieter Klebsch |
| Meredith Kane   | Connie Nielsen     | Irina von Bentheim   |
| Ezra Stone      | Martin Donovan     | Frank Röth           |
| Kitty O’Neill   | Kathleen Robertson | Victoria Sturm       |
| Emma Kane       | Hannah Ware        | Sonja Spuhl          |
| Ben Zajac       | Jeff Hephner       | Robin Kahnmeyer      |
| Dr. Ella Harris | Karen Aldridge     | Silvia Mißbach       |

## Produktion und Ausstrahlung
Bereits Ende 2010 entwickelte Farhad Safinia mit kreativer Hilfe von Kelsey Grammer und seiner Produktionsfirma Grammnet Productions die Serienidee zu Boss. Im November 2010 wurde das Drehbuch verschiedenen Kabelsendern vorgelegt, woraufhin es zu einem heftigen Bieterwettbewerb kam. Diesen Bieterwettbewerb konnte schließlich Starz für sich entscheiden und gab acht Episoden zur Serie in Auftrag. Damit wurde die Tradition bei Starz, Serien gleich zu bestellen ohne vorher eine Pilotfolge zu produzieren, fortgesetzt. Das Casting zur Serie begann im November 2010 mit der Verpflichtung von Grammer als Bürgermeister Tom Kane. Als Nächstes stieß Connie Nielsen als Kanes Ehefrau Meredith Kane zur Serie. Es folgte die Besetzung von Jeff Hephner für die Figur des Ben Zajac als Finanzminister von Illinois. Als letzte Hauptdarsteller wurden Hannah Ware als Tom Kanes entfremdete Tochter Emma, sowie Kathleen Robertson und Martin Donovan als Kanes engste Berater Kitty O’Neill und Ezra Stone gecastet. Die Dreharbeiten zur ersten Staffel begannen Ende April in und um Chicago und wurden Ende Juli 2011 beendet.
Die Ausstrahlung der ersten achtteiligen Staffel fand vom 21. Oktober bis zum 9. Dezember 2011 statt. Die Einschaltquoten der ersten Staffel blieben dabei fast durchgängig unter einer halben Million Zuschauer. Nur die Serienpremiere und das Staffelfinale wurden von 660 bzw. 510 Tausend Zuschauern gesehen. Bereits vor dem Serienstart wurde Boss für eine zweite Staffel verlängert, deren Ausstrahlung am 17. August begann und am 19. Oktober 2012 beendet wurde. Aufgrund der gesunkenen Einschaltquoten während der zweiten Staffel gab Starz im November 2012 die Einstellung der Serie bekannt. Allerdings sondieren Sender und Produktionsstudio gemeinsam die Möglichkeit, die offenen Handlungsstränge im Rahmen eines zweistündigen Fernsehfilms zum Abschluss zu bringen.
Der deutsche Bezahlfernsehsender FOX strahlte die beiden Staffeln von Boss zwischen dem 18. März und dem 22. Juli 2013 aus.

## Episodenliste

### Staffel 1
| Nr. (ges.) | Nr. (St.) | Deutscher Titel        | Originaltitel | Erstausstrahlung USA | Deutschsprachige Erstausstrahlung (D) | Regie             | Drehbuch                   |
| ---------- | --------- | ---------------------- | ------------- | -------------------- | ------------------------------------- | ----------------- | -------------------------- |
| 1          | 1         | Wie lange noch?        | Listen        | 21. Okt. 2011        | 18. März 2013                         | Gus Van Sant      | Farhad Safinia             |
| 2          | 2         | Nachtarbeiter          | Reflex        | 28. Okt. 2011        | 25. März 2013                         | Jim McKay         | Farhad Safinia             |
| 3          | 3         | Die Stadt und der Müll | Swallow       | 4. Nov. 2011         | 8. Apr. 2013                          | Mario Van Peebles | Lyn Green & Richard Levine |
| 4          | 4         | Wind aus den Segeln    | Slip          | 11. Nov. 2011        | 15. Apr. 2013                         | Jim McKay         | Bradford Winters           |
| 5          | 5         | Drei Tage              | Remembered    | 18. Nov. 2011        | 22. Apr. 2013                         | Jean de Segonzac  | Angelina Burnett           |
| 6          | 6         | Keiner lebt ewig       | Spit          | 25. Nov. 2011        | 29. Apr. 2013                         | Mario Van Peebles | Lyn Green & Richard Levine |
| 7          | 7         | Der Kniefall           | Stasis        | 2. Dez. 2011         | 6. Mai 2013                           | Jean de Segonzac  | Bradford Winters           |
| 8          | 8         | Keine Wahl             | Choose        | 9. Dez. 2011         | 13. Mai 2013                          | Mario Van Peebles | Farhad Safinia             |

### Staffel 2
| Nr. (ges.) | Nr. (St.) | Deutscher Titel             | Originaltitel       | Erstausstrahlung USA | Deutschsprachige Erstausstrahlung (D) | Regie               | Drehbuch         |
| ---------- | --------- | --------------------------- | ------------------- | -------------------- | ------------------------------------- | ------------------- | ---------------- |
| 9          | 1         | Blitz aus heiterem Himmel   | Louder Than Words   | 17. Aug. 2012        | 20. Mai 2013                          | Jim McKay           | Dee Johnson      |
| 10         | 2         | Willkommen in Chicago       | Through and Through | 24. Aug. 2012        | 27. Mai 2013                          | Jean de Segonzac    | Bradford Winters |
| 11         | 3         | Lennox Gardens              | Ablution            | 31. Aug. 2012        | 3. Juni 2013                          | Lesli Linka Glatter | Angelina Burnett |
| 12         | 4         | Nur eine von vielen         | Redemption          | 7. Sep. 2012         | 10. Juni 2013                         | Phil Abraham        | Julie Hébert     |
| 13         | 5         | Meine Freunde, meine Feinde | Mania               | 14. Sep. 2012        | 17. Juni 2013                         | Jean de Segonzac    | Kevin J. Hynes   |
| 14         | 6         | Chicago brennt              | Backflash           | 21. Sep. 2012        | 24. Juni 2013                         | Mario Van Peebles   | Bradford Winters |
| 15         | 7         | Kein Wort geschwärzt        | The Conversation    | 28. Sep. 2012        | 1. Juli 2013                          | Nelson McCormick    | Angelina Burnett |
| 16         | 8         | Die lange Dämmerung         | Consequence         | 5. Okt. 2012         | 8. Juli 2013                          | Jean de Segonzac    | Paul Keables     |
| 17         | 9         | Wieder im Geschäft          | Clinch              | 12. Okt. 2012        | 15. Juli 2013                         | Mario Van Peebles   | Julie Hébert     |
| 18         | 10        | Dein Tod, mein Tod          | True Enough         | 19. Okt. 2012        | 22. Juli 2013                         | Jean de Segonzac    | Dee Johnson      |

## Rezeption
Bei den Golden Globe Awards 2012 wurde die Serie als Beste Serie – Drama und Hauptdarsteller Kelsey Grammer als Bester Serien-Hauptdarsteller – Drama nominiert. Während man ersteres an Homeland verlor, konnte Grammer den Preis gewinnen. Ebenfalls 2012 erhielt Grammer bei den Critics’ Choice Television Awards eine Nominierung als bester Hauptdarsteller in einer Dramaserie, konnte sich aber nicht gegen Bryan Cranston und Breaking Bad durchsetzen.